# Nicolau de Avesnes

Brasão com as Armas da Casa de Avesnes.

Nicolau de Avesnes "O belo" (1129 - 1171) foi Senhor de Avesnes e Conde, de Leuze e de Landrecies.

## Relações familiares
Foi filho de Gualtério I de Avesnes e de Ade de Avesnes filha de Evrardo I de Mortagne.
Casou em 1150 com Matilde de La Roche filha de Henrique I de Namur, conde de La Roche e de Matilde de Limburgo, de quem teve:
1. Tiago I de Avesnes (?- 7 de Setembro de 1191) casado com Adélia de Guise, filha de Bucardo de Guise.
2. Ida de Avesnes casou com Enguerrando de Saint-Pôl e mais tarde com Guilherme IV de Saint-Omer.
3. Fastre, Bispo de Le Flamengerie.
4. Radulfo.
5. N de Avesnes, casada com Popinela.